# Kjenner
Kjenner is een plaats in de Noorse gemeente Lier, provincie Buskerud. Kjenner telt 1574 inwoners (2007) en heeft een oppervlakte van 1,18 km².